# Lactobacillus fornicalis
Lactobacillus fornicalis è una specie di batterio appartenente alla famiglia delle Lactobacillaceae.